# Cherveix-Cubas
Cherveix-Cubas é uma comuna francesa na região administrativa da Nova Aquitânia, no departamento Dordonha. Estende-se por uma área de 15,13 km². Em 2010 a comuna tinha 571 habitantes (densidade: 37,7 hab./km²).